# 黃越欽
黃越欽（1941年5月30日—2009年1月22日），臺灣法律學者，奧地利維也納大學法學博士，長期任教於國立政治大學法律學系、法律學院，1990年成為勞工研究所的創所所長，專研勞動法。1993年出任監察委員，1999年至2003年轉任中華民國司法院第六屆大法官。卸任後仍任政大教授。

## 大事紀
- 1941年，出生於台南縣後壁鄉，以「無米樂」聞名。
- 1961年，進入政大法律系。
- 1965年，畢業服役 。
- 1966年，考取台大法律研究所，政大法律系第1屆畢業生身分考取。
- 1967年，考取公費留學奧地利維也納，政大法律系第1人。
- 1970年，拿到維也納大學法律博士，只花3年，29歲。
- 1970年，回國返政大法律系任教，開設民法、勞工法與社會法相關課程。曾任政大勞工所所長王惠玲、政大法學院院長陳惠馨、政大法律系系主任郭明政、政大法學院院長黃程貫，還有中正大學副校長衛民、銘傳大學財經法律系主任劉士豪等都是他的學生。
- 1979年，美麗島事件前後，肩負黨外人士與執政黨的溝通。
- 1983年，任中國時報主筆，10年。
- 1990年，創設政大勞工所擔任所長，國立大學第1所。
- 1993年，出任監察委員，促成與國際監察組織首次合作。
- 1999年，轉任第6屆大法官，監委轉任大法官第1人。
- 2003年，卸任大法官回母校兼任教授 。
- 2009年1月22日，因直腸癌凌晨過世，享年68歲。

## 學術教研
黃越欽是政大在台復校後法律系創系第一屆校友，役畢後考取公費留學奧地利維也納，也是第一位返國任教的法律系校友。精通德文、英文，也嫻熟日文、法文及拉丁文等。在政大任教四十年，是民法學者橫跨勞工法與社會法的先驅，是帶領台灣法學界由民法時期走向後民法時期的推手。他不認為法律只侷限為審判的工具，還應該跟社會變遷、社會思想、社會價值相連結。他很重視勞工在現代社會的各種問題，在勞工研究所以勞資關係、人力資源與社會安全等三大領域，做為教學、研究與社會服務的核心工作。他曾獲選政大80風雲校友。

## 社會參與
在黨外運動時期（如1979年美麗島事件前後），他也肩負黨外人士與國民黨的溝通工作，是台灣民主政治的重要參與者。1983年任中國時報主筆，10年間撰寫的重要社論超過200篇，歷經解嚴、開放黨禁、報禁的年代，黃越欽在媒體上針砭時政，鼓吹民主法治。

## 出任公職
1993年獲總統李登輝提名擔任監察委員，積極推動台灣加入國際監察組織，1994年即促成該組織在台灣召開會議。1999年，黃越欽成為由監察委員轉任司法院大法官的第一人。

## 家庭
妹妹黃越綏曾任國策顧問，大弟黃李越曾任農業金庫董事長，弟弟黃越宏是知名新聞人。

## 主要著作
| 年份   | 書名                               | 出版社   | ISBN               |
| ------ | ---------------------------------- | -------- | ------------------ |
| 2011年 | 《社會公義：黃越欽教授紀念論文集》 | 元照     | ISBN 9789862551097 |
| 2015年 | 《勞動法新論》                     | 翰蘆圖書 | ISBN 9789865860745 |